# Anthony Coldeway
Anthony Coldeway, né le 1er août 1887 à Louisville (Kentucky) et mort le 29 janvier 1963  à Los Angeles, est un scénariste américain.

## Filmographie partielle
- 1912 : L'Espionne du fort Mac Donald (A Nation's Peril) de Joseph A. Golden
- 1917 : A Midnight Mystery de William V. Mong
- 1918 : Quelle femme ! de Tod Browning et Harry A. Pollard
- 1923 : Ruggles of Red Gap de James Cruze
- 1925 : Cobra de Joseph Henabery
- 1925 : A Son of His Father de Victor Fleming
- 1926 : Les Amis de nos maris de Victor Heerman
- 1927 : The Desired Woman de Michael Curtiz
- 1927 : The First Auto de Roy Del Ruth
- 1927 : Old San Francisco d'Alan Crosland
- 1928 : La Candidate de Lloyd Bacon
- 1928 : L'Arche de Noé de Michael Curtiz
- 1928 : Glorious Betsy d'Alan Crosland
- 1938 : Accidents Will Happen de William Clemens
- 1938 : When Were You Born de William C. McGann
- 1939 : Pacific Liner de Lew Landers
- 1939 : L'Île du Diable de William Clemens
- 1940 : Texas Terrors de George Sherman
- 1940 : The Tulsa Kid de George Sherman
- 1940 : Les Gangsters du Texas (Under Texas Skies ) de George Sherman
- 1941 : Père contre fils (Wyoming Wildcat) de George Sherman
- 1942 : The Hidden Hand de Benjamin Stoloff
- 1943 : A Scream in the Dark de George Sherman
- 1943 : The West Side Kid de George Sherman